# Corpusculaire straling
Corpusculaire straling (van het Latijnse corpus: "lichaam"), of deeltjesstraling, is een stroom van snelle, al dan niet geladen atomaire of subatomaire deeltjes zoals alfastraling (heliumkernen), bètastraling (elektronen), neutronen of neutrino's. De deeltjes kunnen afkomstig zijn uit radioactief verval, maar ook van een deeltjesversneller of kosmische straling.
De term wordt gebruikt als tegendeel van elektromagnetische straling zoals gamma- of röntgenstraling.
Corpusculaire straling kan net als hoogenergetische elektromagnetische straling ioniserend werken.